# Micaela Desmaisières y López Dicastillo y Olmeda
Micaela Desmaisières y López Dicastillo y Olmeda, in religione Maria Michela del Santissimo Sacramento (Madrid, 1º gennaio 1809 – Valencia, 24 agosto 1865), è stata una religiosa spagnola, fondatrice della congregazione delle Suore Adoratrici Ancelle del Santissimo Sacramento e della Carità; nel 1934 è stata proclamata santa da papa Pio XI.

## Biografia
Figlia di Miguel Desmaisières y Flores e di Bernarda López de Dicastillo y Olmeda, apparteneva ad una ricca famiglia madrilena: il fratello Diego, marchese de los Llanos de Alguazas e conte de la Vega del Pozo, abile diplomatico e ambasciatore di Spagna presso varie corti europee, le concesse il titolo di viscontessa di Jorbalán.
Sin dalla giovinezza si dedicò ad opere caritatevoli, soprattutto verso i malati (si distinse particolarmente durante un'epidemia di colera scoppiata nel 1834 a Guadalajara), e prestava regolarmente servizio presso l'ospedale San Juan de Dios di Madrid: qui ebbe modo di scontrarsi con la realtà della prostituzione.
Il 21 aprile del 1845, in calle de Dos Amigos, aprì un collegio per il recupero e la rieducazione delle donne sfruttate: l'istituto in breve tempo crebbe notevolmente, tanto che Micaela, consigliata dal suo direttore spirituale, il gesuita Eduardo José Rodriguez, ebbe l'idea di istituire una nuova congregazione religiosa, dedita esclusivamente alla gestione dell'opera. Il 1º marzo del 1856 diede ufficialmente vita alla congregazione delle Adoratrici Ancelle del Santissimo e della Carità, ed il 27 aprile del 1858 ne venne eletta superiora generale: l'istituto iniziò quindi a diffondersi in tutta la Spagna (vennero aperte case a Saragozza, Valencia, Barcellona, Burgos, Pinto e Santander).
Nel 1857 divenne suo confessore Antonio María Claret y Clará: venne ammessa alla corte della regina Isabella II e, grazie alle sue doti carismatiche, ne divenne una dei più ascoltati consiglieri.
Intervenuta a Valencia durante una nuova epidemia di colera, contrasse il morbo che la portò alla morte nel 1865.

## Il culto
Venne proclamata beata il 7 giugno del 1925 da papa Pio XI, lo stesso pontefice la canonizzò il 4 marzo del 1934. Prima della cerimonia per la sua canonizzazione la pittrice spagnola Aurelia Navarro Moreno ne portò un suo ritratto in Vaticano. Il Martirologio Romano fissa per la memoria liturgica la data del 24 agosto.